# Helmut Hamann
Helmut Karl Hamann (ur. 31 sierpnia 1912 w Berlinie, zm. 22 czerwca 1941 w Siedliszczach) – niemiecki lekkoatleta sprinter, medalista olimpijski i mistrz Europy.

## Życiorys
Specjalizował się w biegu na 400 metrów. Na mistrzostwach Europy w 1934 w Turynie zdobył złoty medal w sztafecie 4 × 400 metrów (biegli w niej:  Hamann, Hans Scheele, Harry Voigt i Adolf Metzner). Na igrzyskach olimpijskich w 1936 w Berlinie zdobył brązowy medal w sztafecie 4 × 400 metrów (w składzie: Hamann, Friedrich von Stülpnagel, Voigt i Rudolf Harbig). W obu tych startach niemiecka sztafeta poprawiała rekord kraju.
Hamann był mistrzem Niemiec na 400 metrów w 1935 i 1936 oraz wicemistrzem na tym dystansie w 1934.
Zginął 22 czerwca 1941 w Siedliszczach. Jest pochowany na cmentarzu wojennym we Włodawie (grób nr 794).